# Daniel Nyblin
Carl Petter Daniel Dyrendahl Nyblin (30. června 1856, Drammen, Norsko – 19. července 1923, Helsinky Finsko) byl norský portrétní fotograf, který žil a pracoval většinu svého života v Helsinkách ve Finsku. Ve své době byl nejvýznamnějším finským fotografem a jedním z nejplodnějších fotografů v zemi.

## Životopis
Nyblin byl synem sochaře Carla Pettera Dyrendahla Nyblina. Po studiu v norských geografických průzkumných fotografických studiích v Kristianii a v Drammenu se v roce 1875 Daniel Nyblin přestěhoval do Helsinek, kde byl zaměstnán fotografem Charlesem Riisem. V roce 1877 Nyblin založil vlastní fotografické studio. Později založil pobočky ve Vyborgu, Turku, Pori a Vase. Nyblin také prodával fotoaparáty a fotografické vybavení dostupné pro amatérské fotografy. To se stávalo v 80. letech 19. století stále více běžnější a dostupnější. V roce 1890 založil vlastní obchod prodávající fotografickou techniku. Jeho práce byly portrétní studie, které tvořil většinou bez umělého světla.
V roce 1889 byl jedním z iniciátorů Fotografiamatörklubben v Helsinkách (později Klub amatérských fotografů v Helsinkách), kde se aktivně účastnil jako lektor a přednášející. Kromě portrétů a některých krajinnářských fotografií vytvořil také fotografické reprodukce uměleckých děl. Fotografoval také divadelní představení. Nyblin také pracoval s klasickým výtvarným uměním, byl malířem a v roce 1885 navrhl památník finské války, který byl postaven v Juthas v Nykarleby.
Nyblin převzal iniciativu Asociace finských fotografů v roce 1897, a soustředil se jak na amatérské fotografy, tak i na profesionály. V roce 1903 byl organizátorem první výstavy fotografií ve finské národní galerii Ateneum, které se zúčastnili jak profesionální tak i amatérští fotografové. Od roku 1901 byl redaktorem časopisu Klubu amatérských fotografů Fotografiska Allehanda až do jeho uzavření v roce 1905 a poté pokračoval v roce 1906–10 vlastním časopisem Nyblins magasin / Nyblinin tietolipas.
V roce 1904 odešel z podnikání, stále však fotografoval. Fotoateliér v Helsinkách je (v roce 2015) stále ve vlastnictví rodiny.
Nyblin ovlivnil celou řadu finských fotografů, včetně takových jako byli například Alfred Nybom, Emmi Fock, Signe Branderová nebo Aarne Tenhovaara.

## Výstavy (výběr)
- 1986: Daniel Nyblin: Valokuvia. Fotogalerie Hippolyte, Helsinky.
- 1987: Daniel Nyblin, Victor Barsokevitsch. Victor Barsokevitsch Photographic Centre, Kuopio.
- 2006: Daniel Nyblin – 150th Anniversary of Norwegian-Finnish Photographer. Fotogalerie „Latera Magica“, Helsinky.

## Galerie

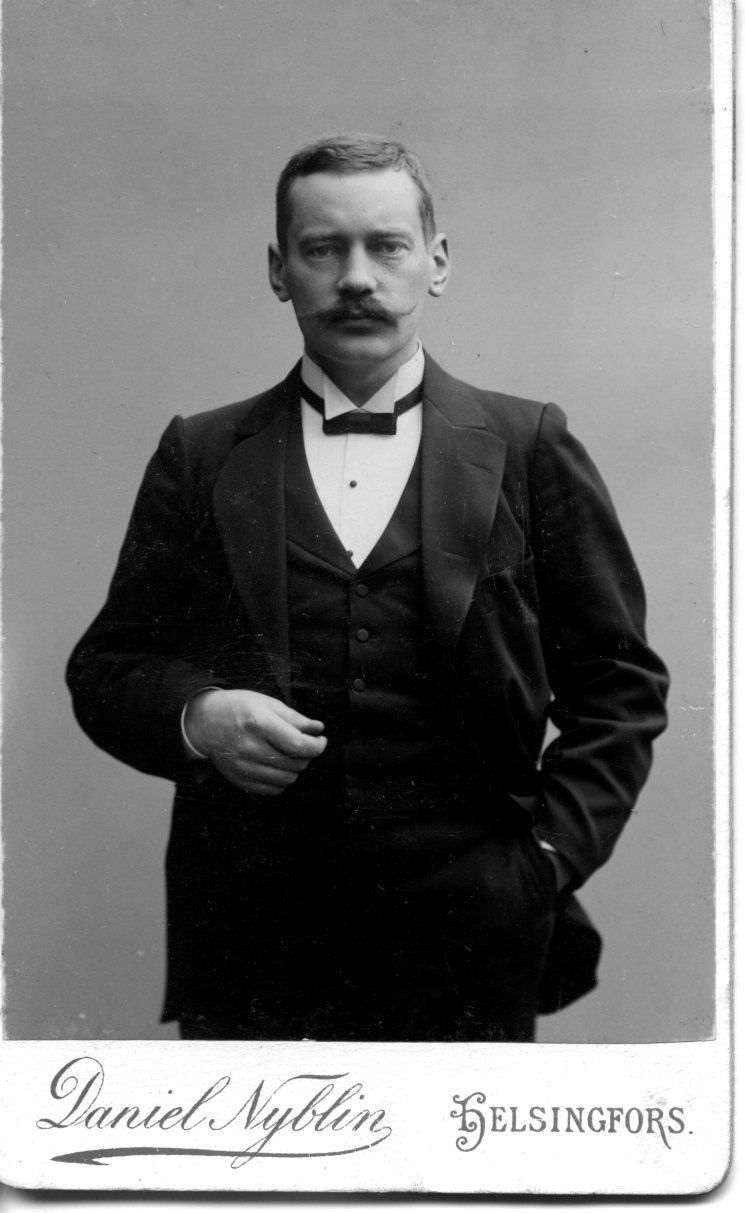
Adolf Paul Helsingfors
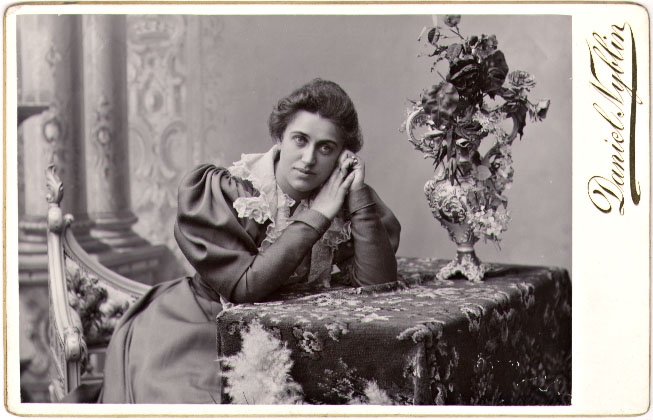
Aina Mannerheim
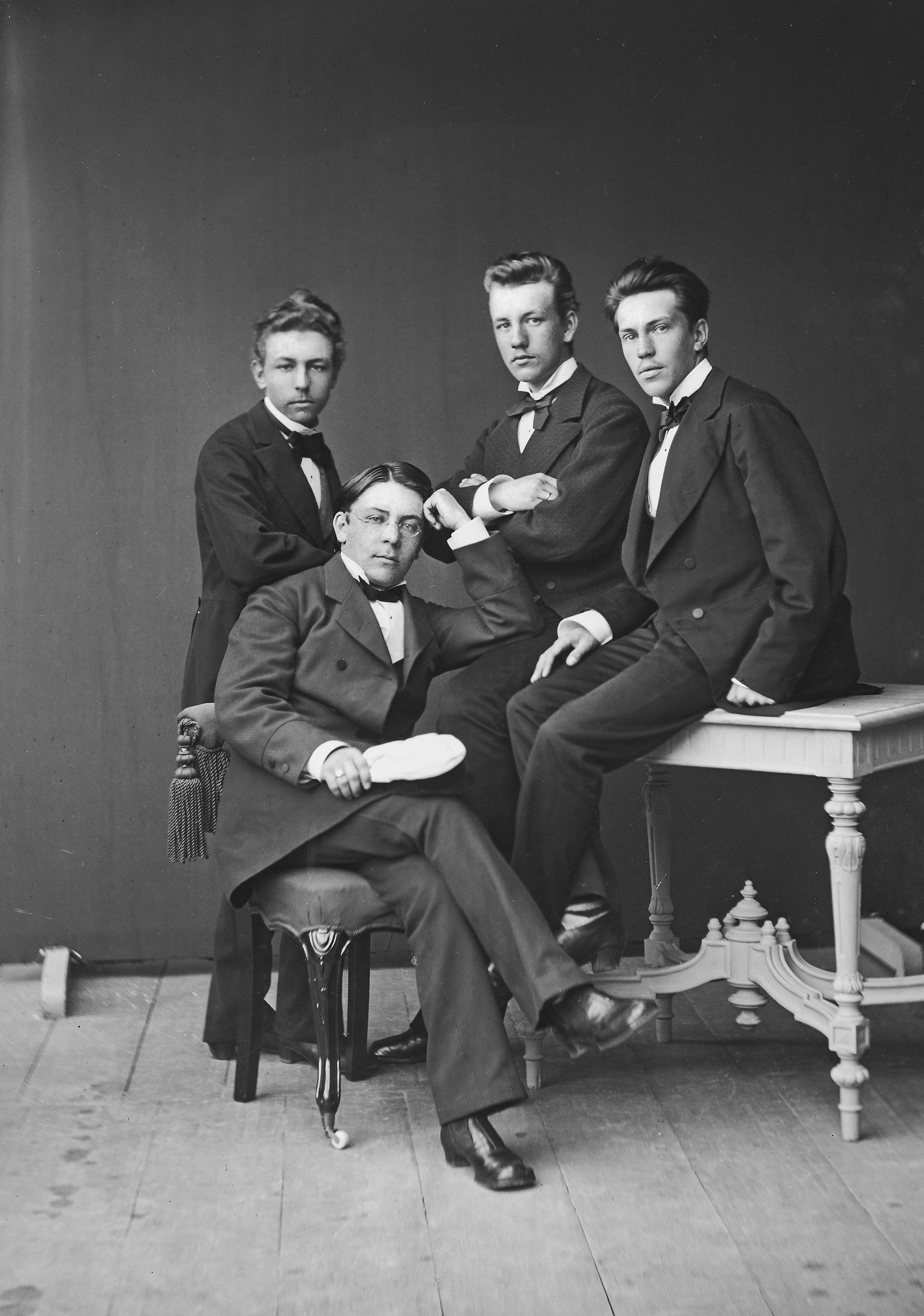
Robert Emil Westerlund s přáteli, 1877
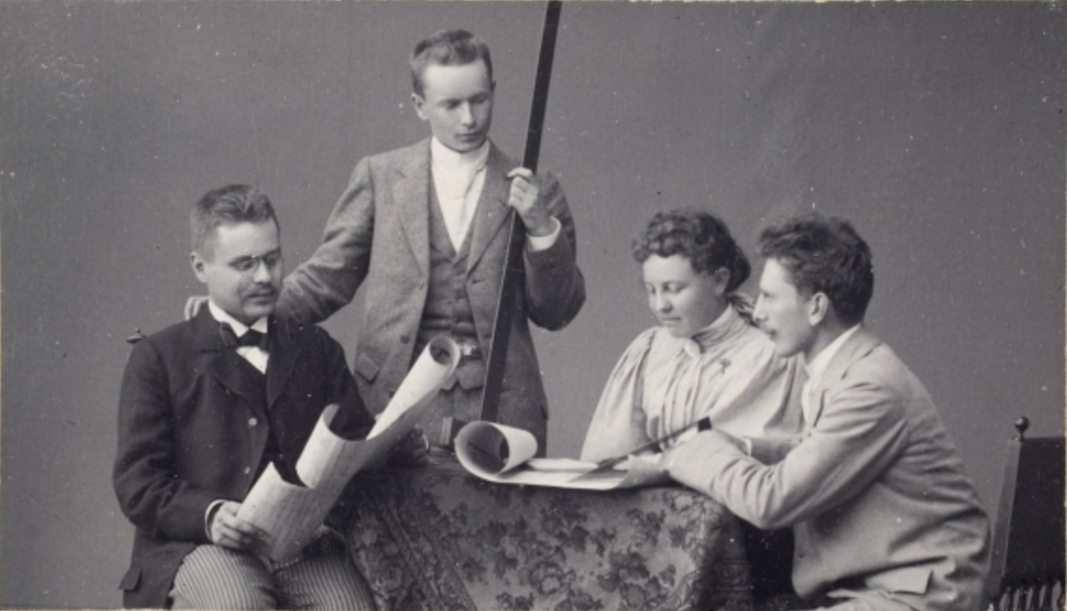
Architekti: Lindgren, Saarinen, Östman a Gesellius